# Raíz cuadrada de cinco
La raíz cuadrada de 5 es el número real positivo que, cuando es multiplicado por sí mismo, da el número 5. Este número es notable en parte porque aparece en la fórmula para el número áureo. Puede ser denotado como √5.
La raíz cuadrada de 5 es un número irracional algebraico.

## Valor numérico
Los primeros sesenta dígitos significativos de su extensión decimal son:
2.23606 79774 99789 69640 91736 68731 27623 54406 18359 61152 57242 7089...
(Secuencia n.º A002163 del OEIS).
El cual puede ser redondeado a 2.236 con una exactitud dentro del 99.99 %.
En abril de 1994, su valor numérico en decimal había sido computado (digitalizado) por lo menos a un millón de dígitos.

## Como fracción continua
Se puede expresar como la fracción continua [2; 4, 4, 4, 4, 4…]. La sucesión de mejores aproximaciones racionales es:
{\displaystyle {\color {OliveGreen}{\frac {2}{1}}},{\frac {7}{3}},{\color {OliveGreen}{\frac {9}{4}}},{\frac {20}{9}},{\frac {29}{13}},{\color {OliveGreen}{\frac {38}{17}}},{\frac {123}{55}},{\color {OliveGreen}{\frac {161}{72}}},{\frac {360}{161}},{\frac {521}{233}},{\color {OliveGreen}{\frac {682}{305}}},{\frac {2207}{987}},{\color {OliveGreen}{\frac {2889}{1292}}},\cdots }
Las convergentes de la fracción continua están coloreadas; sus numeradores tienen la secuencia n.º A001077 del OEIS y sus denominadores tienen la secuencia n.º A001076 del OEIS. Los otros términos no coloreados son semiconvergentes.

## Método babilónico
Cuando se calcula {\displaystyle {\sqrt {5}}} por el método babilónico, comenzando con r0 = 2 y usando rn+1 = (rn + 5/rn) / 2, el n-ésimo aproximante rn es igual a la 2n-ésima convergente de la sucesión convergente:
{\displaystyle {\frac {2}{1}}=2.0,\quad {\frac {9}{4}}=2.25,\quad {\frac {161}{72}}=2.23611\dots ,\quad {\frac {51841}{23184}}=2.2360679779\ldots }

## Relación del número áureo y la sucesión de Fibonacci

La diagonal √5/2 de un medio cuadrado (el que tienen como medida sus lados 1 y 0.5) forman la base para la construcción geométrica del rectángulo áureo.

El número áureo φ es la media aritmética de 1 y la raíz cuadrada de 5. La relación algebraica entre la raíz cuadrada de 5, el número áureo y el número áureo conjugado (Φ = 1/φ = φ − 1) son expresados en las fórmulas siguientes:
{\displaystyle {\sqrt {5}}=\varphi +\Phi =2\varphi -1=2\Phi +1}
{\displaystyle \varphi ={\frac {1+{\sqrt {5}}}{2}}}
{\displaystyle \Phi ={\frac {{\sqrt {5}}-1}{2}}}
(Véase la sección abajo para su interpretación geométrica como descomposiciones de un rectángulo raíz-5.)
La raíz cuadrada de 5 entonces calcula naturalmente en la expresión cerrada para los sucesión de Fibonacci, una fórmula de la forma que se escriba generalmente en términos del número áureo:
{\displaystyle F\left(n\right)={{\varphi ^{n}-(1-\varphi )^{n}} \over {\sqrt {5}}}\,.}

## Geometría

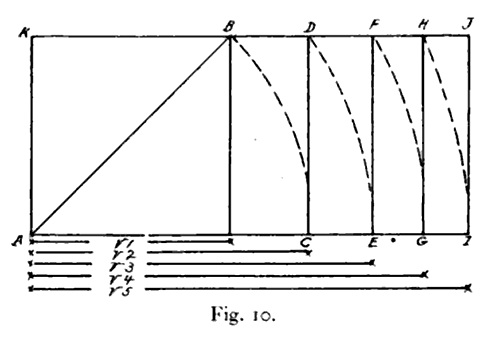
Rectángulos de raíces. Paso a la geometría del concepto de raíz cuadrada.

Geométricamente, la raíz cuadrada de 5 corresponde a la diagonal de un rectángulo cuyos lados tengan una longitud de 1 y 2, o a la hipotenusa de un triángulo cuyos catetos sean 1 y 2, como se puede comprobar con el teorema de Pitágoras. Tal rectángulo puede ser obtenido partiendo en dos un cuadrado, o poniendo dos cuadrados iguales juntos. Junto con la relación algebraica entre √5 y φ, esto forma la base para la construcción geométrica del rectángulo áureo de un cuadrado, y para la construcción de un pentágono regular dado su lado (puesto que el cociente lado-a-diagonal en un pentágono regular es φ).
Formando un ángulo recto diedro con los dos cuadrados iguales que parten en dos un rectángulo de 1:2, puede ser visto que √5 corresponde también al cociente entre la longitud de un borde del cubo y la distancia más corta a uno de sus vértices del opuesto uno, al atravesar la superficie del cubo (la distancia más corta cuando se atraviesa a través del interior del cubo, corresponde a la longitud de la diagonal del cubo, que es la raíz cuadrada de 3 veces el borde).
El número √5 puede estar algebraica y geométricamente relacionado con la raíz cuadrada de dos y la raíz cuadrada de tres, como la longitud de la hipotenusa de un triángulo rectángulo con catetos de medida √2 y √3, probándolo otra vez el teorema de Pitágoras con:
{\displaystyle ({\sqrt {2}})^{2}+({\sqrt {3}})^{2}=x^{2}};
{\displaystyle 2+3=x^{2}\,\!};
{\displaystyle x={\sqrt {2+3}}};
{\displaystyle x={\sqrt {5}}}
Los triángulos rectángulos de tales proporciones se pueden encontrar dentro de un cubo: los lados de cualquier triángulo definido por el punto de centro de un cubo, una de esos vértices, y el punto medio de un lado situado en una las caras que contienen ese vértice y frente a ella, están en el cociente √2:√3:√5. Esto sigue de las relaciones geométricas entre un cubo y las cantidades √2 (cociente borde-a-cara-diagonal, o la distancia entre los bordes opuestos), √3 (cociente borde-a-cubo-diagonal) y √5 (la relación mencionada arriba).
Un rectángulo con las proporciones 1:√5 de lado se llama un rectángulo raíz-cinco y es parte de la serie de rectángulos dinámicos, con su base en √1 (= 1), √2, √3, √4 (= 2), √5… y así sucesivamente se construyen usando la diagonal del rectángulo anterior de la raíz, a partir de un cuadrado. Un rectángulo raíz-5 es particularmente notable en que puede estar partido en un cuadrado y dos rectángulos áureos iguales (de dimensiones Φ × 1), o en dos rectángulos áureos de diversos tamaños (de dimensiones Φ × 1 y 1 × φ). Puede también ser descompuesto como la unión de dos rectángulos áureos iguales (de dimensiones 1 × φ) cuya intersección forme un cuadrado. Todo esto puede ser visto como la interpretación geométrica de las relaciones algebraicas entre √5, φ y Φ mencionados arriba. El rectángulo raíz-5 se puede construir con un rectángulo de 1:2 (el rectángulo raíz-4), o directamente de un cuadrado de una forma similar al que está para el rectángulo áureo demostrado en la ilustración, pero extender el arco de la longitud {\displaystyle {\sqrt {5}}/2} a ambos lados.

## Trigonometría
Como √2 y √3, la raíz cuadrada de cinco aparece extensivamente en las fórmulas para las constantes trigonométricas exactas, y como tal el cómputo de su valor es importante para generar tablas trigonométricas. Puesto que √5 está geométricamente ligada a los semi-cuadrados y a los pentágonos, también aparece con frecuencia en los fórmulas para las características geométricas de las figuras derivadas de ellas, por ejemplo en el fórmula para el volumen de un dodecaedro.

## Aproximación diofántica
El teorema de Hurwitz en aproximación diofántica indica que cada número irracional x se puede aproximar mediante infinitos números racionales m/n expresados en forma irreducible de una manera tal que
{\displaystyle \left|x-{\frac {m}{n}}\right|<{\frac {1}{{\sqrt {5}}\,n^{2}}}}
y ese √5 es el mejor posible, en el sentido que para cualquier constante más grande que √5, hay algunos números irracionales x para los cuales solo es posible un número finito de tales aproximaciones existentes.
Se relaciona de cerca con esto el teorema que de alguna de las tres convergentes consecutivas pi/qi,
pi+1/qi+1,
pi+2/qi+2,
de un α del número, por lo menos una de las tres inecuaciones tiene:
{\displaystyle \left|\alpha -{p_{i} \over q_{i}}\right|<{1 \over {\sqrt {5}}q_{i}^{2}},\qquad \left|\alpha -{p_{i+1} \over q_{i+1}}\right|<{1 \over {\sqrt {5}}q_{i+1}^{2}},\qquad \left|\alpha -{p_{i+2} \over q_{i+2}}\right|<{1 \over {\sqrt {5}}q_{i+2}^{2}}}
Y la √5 en el denominador es la mejor posible vinculación, puesto que las convergentes del número áureo se diferencian en el lado izquierdo arbitrariamente cerca del valor en el lado derecho. En particularmente, uno no puede obtener un límite vinculativo considerando secuencias de cuatro o más convergentes consecutivas.

## Álgebra
El anillo {\displaystyle \scriptstyle \mathbb {Z} \left[\,{\sqrt {-5}}\,\right]} contiene los números de forma {\displaystyle \scriptstyle a\,+\,b{\sqrt {-5}}}, donde a y b enteros. Este anillo es un ejemplo con frecuencia citado de un anillo conmutativo que no sea un dominio de factorización única. El número 6 tiene dos factorizaciones no equivalentes dentro de este anillo:
{\displaystyle 6=2\cdot 3=(1-{\sqrt {-5}})(1+{\sqrt {-5}}).}

## Identidades de Ramanujan
La raíz cuadrada de 5 aparece en las varias identidades de Ramanujan que implican fracciones continuas de Rogers-Ramanujan.
Por ejemplo:
{\displaystyle {\cfrac {1}{{}\quad 1+{\cfrac {e^{-2\pi }}{1+{\cfrac {e^{-4\pi }}{1+{\begin{matrix}\\\ddots \end{matrix}}\qquad \qquad {}}}}}\quad {}}}=\left({\sqrt {\frac {5+{\sqrt {5}}}{2}}}-{\frac {{\sqrt {5}}+1}{2}}\right)e^{2\pi /5}=e^{2\pi /5}\left({\sqrt {\varphi {\sqrt {5}}}}-\varphi \right).}
{\displaystyle {\cfrac {1}{{}\quad 1+{\cfrac {e^{-2\pi {\sqrt {5}}}}{1+{\cfrac {e^{-4\pi {\sqrt {5}}}}{1+{\begin{matrix}\\\ddots \end{matrix}}\qquad \qquad {}}}}}\quad {}}}=\left({{\sqrt {5}} \over 1+\left[5^{3/4}(\varphi -1)^{5/2}-1\right]^{1/5}}-\varphi \right)e^{2\pi /{\sqrt {5}}}.}
{\displaystyle 4\int _{0}^{\infty }{\frac {xe^{-x{\sqrt {5}}}}{\cosh x}}\,dx={\cfrac {1}{{}\quad 1+{\cfrac {1^{2}}{1+{\cfrac {1^{2}}{1+{\cfrac {2^{2}}{1+{\cfrac {2^{2}}{1+{\cfrac {3^{2}}{1+{\cfrac {3^{2}}{1+{\begin{matrix}\\\ddots \end{matrix}}\qquad \qquad {}}}}}}}}}}}}}\quad {}}}.}

## Distintas expresiones
Binario: 10.0011110001101111...
Decimal: 2.23606797749978969...
Hexadecimal: 2.3C6EF372FE94F82C...
Fracción continua: {\displaystyle 2+{\cfrac {1}{4+{\cfrac {1}{4+{\cfrac {1}{4+{\cfrac {1}{\ddots \qquad {}}}}}}}}}}